# Ernst Böhme (Theologe)

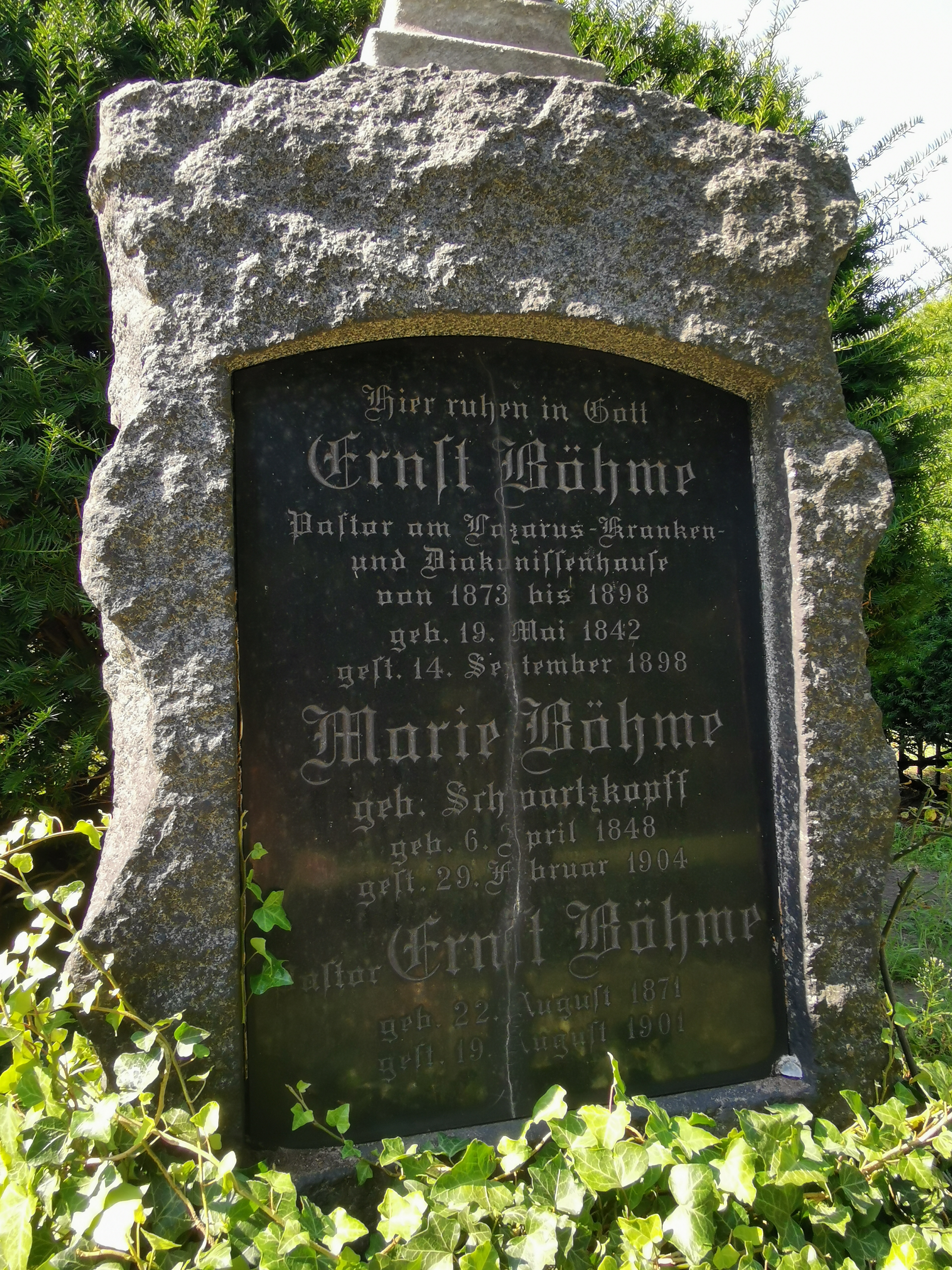
Grabstätte auf dem Friedhof II der Sophiengemeinde in Berlin-Mitte, Feld 5

Ernst Böhme (* 23. August 1871 in Behlitz; † 19. August 1901 in Wernigerode) war ein deutscher protestantischer Theologe. Nach ihm wurde die Ernst-Böhme-Stiftung benannt. Böhme war der Sohn des gleichnamigen Pastors, der nach dem Tode Wilhelm Boegeholds als Geistlicher des Lazarus-Kranken- und Diakonissenhauses in der Berliner Bernauer Straße tätig war. Seine Mutter war eine Tochter des Theologen und Dichters August Schwartzkopff (1818–1886). Böhme war körperbehindert.

## Ausbildung
Während seines Theologie-Studiums wurde er Mitglied im Verein Deutscher Studenten zu Tübingen (VDSt, auch Kyffhäuserverband genannt), und lernte in der Berliner Verbindung als Kommilitonen und Bundesbrüder viele später einflussreiche Theologen kennen: Eberhard Baumann – später reformierter Konsistorialrat und Pfarrer in Stettin, Gerhard Füllkrug (1870–1948) – später Geschäftsführer der Kontinentalen Konferenz für Innere Mission und Diakonie, Bruno Geißler (1875–1961) – später Generalsekretär des Gustav-Adolf-Vereins, Max Maurenbrecher – einen der geistigen Wegbereiter für die Bewegung der Deutschen Christen und Wilhelm Schneemelcher – später Generalsekretär des Evangelisch-Sozialen Kongresses (ESK). Im November 1895 bestand Böhme das erste theologische Examen in Berlin.
Es folgte eine Tätigkeit als Stadtmissionskandidat bei der Versöhnungsgemeinde in der Bernauer Straße in Berlin. Die dortige Stadtmission wurde damals geleitet von Adolf Stoecker, dem vormaligen Hof- und Domprediger in Berlin, dessen Ideale Böhme sehr schätzte. In den folgenden Jahren wurde er einer der engsten Vertrauten und Anhänger Stoeckers. Seine Unterstützung für Friedrich Naumann in dem 1895/1896 ausgebrochenen Richtungsstreit in der von Stoecker 1878 gegründeten Christlich-Sozialen Partei trübte die Beziehung der beiden nur kurzfristig.

## Freie Kirchlich-Soziale Konferenz
Nach ihrem Austritt aus dem Evangelisch-Sozialen Kongress gründeten konservative Theologen um Stoecker und den Greifswalder Hochschullehrer Martin von Nathusius am 28. April 1897 die Freie Kirchlich-Soziale Konferenz (FKSK), die der Christlich-Sozialen Partei nahestand. Nachdem Böhme sein zweites theologisches Examen bestanden hatte, wurde er im Sommer 1897 zum ersten Generalsekretär der FKSK bestimmt. In dieser Funktion hatte er im Auftrag des Vorstandes die laufenden Geschäfte der Konferenz zu führen. Außerdem wurde er Vertrauensmann der Christlich-Sozialen Partei und Ausschussmitglied sowie Vorsitzender der sozialen Kommission des auf seine Anregung hin gegründeten Evangelischen Arbeitervereins in Berlin. Das Amt des Generalsekretärs der FKSK übergab er am 1. April 1900 an seinen Nachfolger Reinhard Mumm, den späteren Reichstagsabgeordneten und Mitglied der Nationalversammlung.

## Ernst-Böhme-Stiftung
Ende 1899 wurde Böhme Vereinsgeistlicher des Berliner Stadtausschusses für die Innere Mission und im gleichen Jahr war er Mitinitiator der Berliner Heimarbeiterinnenbewegung, die am 2. Oktober 1900 zur Gründung des Berliner Gewerkvereins der Heimarbeiterinnen durch die kirchlich-soziale Frauengruppe in Berlin führte. Auch hier übernahm Reinhard Mumm später die Fortführung des Böhme’schen Werkes. Im Jahr 1901, wenige Monate vor seinem frühen Tode, war Böhme noch Mitbegründer des Vaterländischen Bauvereins, dessen Ziel es war, Wohnungen und Heimstätten für christliche Arbeiter zu errichten. Ab 1901 war er außerdem als ordinierter Hilfsprediger der Versöhnungsgemeinde in der Berliner Nikolaikirche tätig.
Im selben Jahr verstarb er an einer Lungenentzündung. Beerdigt wurde er an seinem 30. Geburtstag nach einem Trauergottesdienst in der Versöhnungskirche auf dem Sophienkirchhof in der Bergstraße in Berlin. Mentor Adolf Stoecker hielt die Traueransprache. Sein Erspartes vermachte Böhme dem Berliner Heimarbeiterinnen-Verein, es war die Basis der späteren Ernst-Böhme-Stiftung, die sich für die Errichtung von Erholungshäusern für Heimarbeiterinnen einsetzte.

## Werke
- Christliche Arbeit unter den Heimarbeiterinnen, Referat von Generalsekretär (Ernst) Böhme. Mit Diskussion. Verhandlungen der 7. Kommission und der Frauengruppe der Freien Kirchlich-Sozialen Konferenz zu Erfurt 1900. Verlag der Berliner Stadtmission, 1900, S. 44–66.